# 南京事件 (1913年)
南京事件（ナンキンじけん）は、1913年9月1日、中国で袁世凱政権打倒の革命の失敗後に北軍（袁軍）が南京を占領した際、張勲の軍隊が在留日本人を殺害し、居留民の家屋から略奪行為を行った事件。日本国内の対中強硬論を後押しした。

## 事件の経過

### 事件発生前
1913年（大正2年）7月、袁世凱政権打倒の第二革命が発生し、9月には失敗に終わっていた。その過程で、8月5日と11日には兗州（山東省）と漢口（湖北省）において日本人将校監禁事件（漢口事件・兗州事件）が起きていた。

### 事件発生
1913年9月1日に北軍（袁軍）が南京を占領した際、張勲の軍隊が領事館に避難しようとした在留日本人3名を殺害し、居留民の家屋を襲撃・略奪した。

### 日本の対応
8月5日と11日の日本人将校監禁事件に続く南京での虐殺事件の突発により、日本国内では対中強硬論が沸騰した。当時の山本権兵衛内閣は軍部を中心に対中外交の軟弱さを非難され、9月5日には外務省阿部守太郎政務局長が刺殺された（阿部守太郎暗殺事件）。
これを受け、日本政府は陸戦隊を上陸させて示威し、9月10日には兗州における日本人将校監禁事件と漢口における日本人将校監禁事件と南京での虐殺事件の3事件について正式に抗議。翌日、事件関係将兵の処罰、張勲の江蘇都督免職、陳謝、賠償などを要求した。

### 中国の対応
9月13日、北京の中国政府は日本側の3事件に関する要求全ての承認を回答、同日書面をもって確認し、日中間で事件は解決することになった。